# Нагамаки

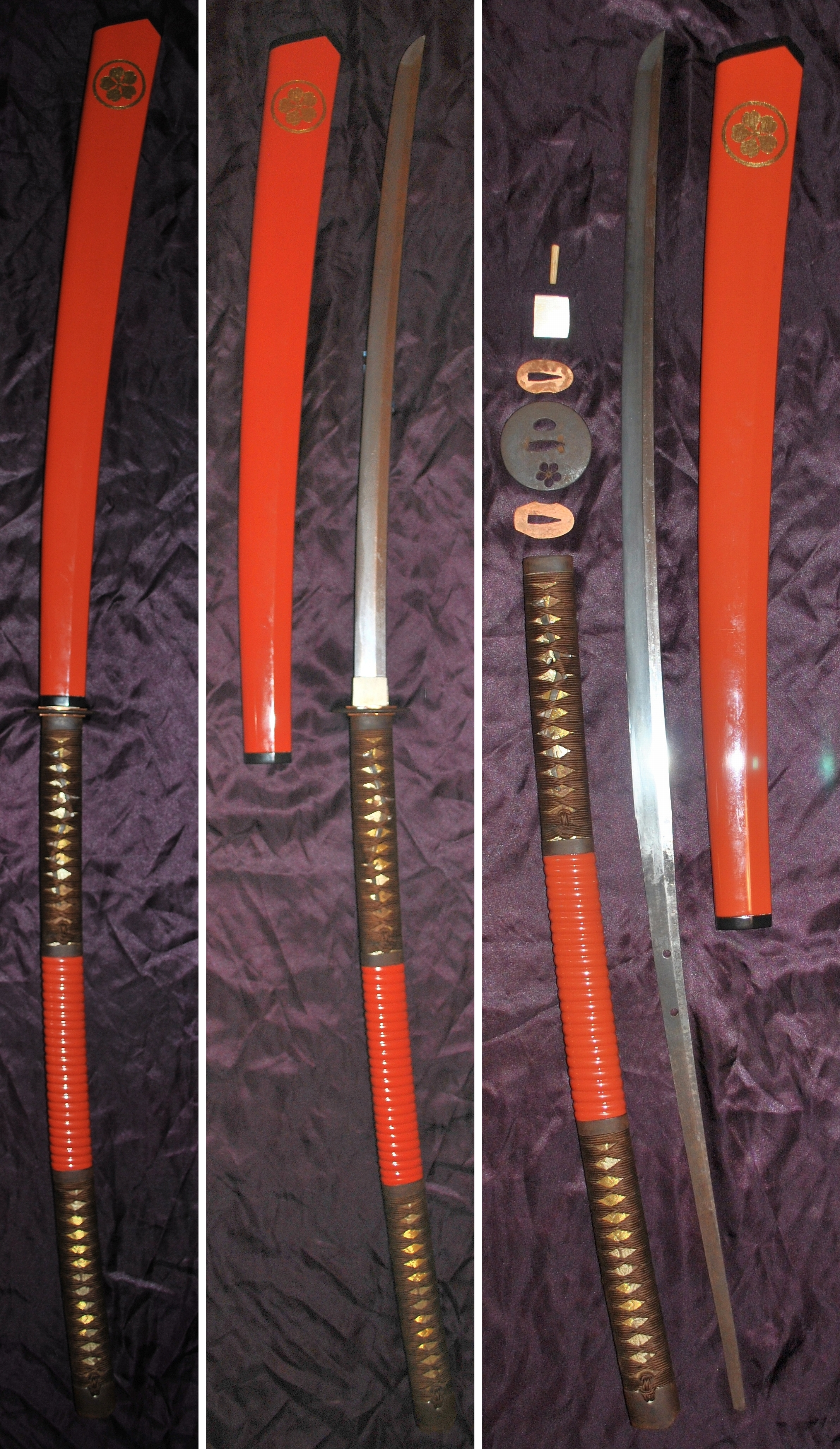

Нагамаки  (яп. 長巻 — длинная обёртка) — японское холодное оружие, состоящее из древковой рукояти с большим наконечником. Было популярно в XII—XIV веках. Было схоже с совней, нагинатой или глевией, но отличалось тем, что длины рукояти и наконечника были примерно равны, что позволяет его классифицировать как меч. Этим оружием наносились, преимущественно, рубящие удары, но оно могло применяться и в качестве копья. Использовалось в пехоте. Нагамаки следует держать двумя руками, причём во время боя положение рук не меняется. Правая рука расположена ближе к наконечнику. В борьбе с кавалерией удары часто наносили по ногам коней.

## История
Это оружие применялось в периоды Камакура (1192—1333), Намбоку-тё (1334—1392) и в период Муромати (1392—1573) достигло наибольшей распространённости. Также его использовал Ода Нобунага.

## Устройство
Нагамаки — оружие, изготовлявшееся в различных масштабах. Обычно полная длина составляла 180—210 см, наконечник — до 90—120 см. Лезвие имелось только с одной стороны клинка. Рукоять нагамаки обматывалась шнурами в перекрещенной манере, наподобие рукояти катаны.
У нагамаки достаточно большой рычаг, это позволяет очень комфортно работать с этим оружием, в поединке можно держать соперника на необходимой дистанции. В бою противник быстрее устает при попытках достать владельца этого оружия.